# Aufheller
In der Fotografie versteht man unter einem Aufheller eine Lichtquelle, die dazu dient, dunkle Partien des Objektes zusätzlich mit Licht zu versorgen, somit aufzuhellen.
Der Haupteinsatz erfolgt zur Steuerung bzw. Verringerung des Motivkontrastes, der der fotografischen Aufgabe angepasst sein muss.
Ein weiteres Anwendungsfeld wäre bei der Porträtfotografie die Vermeidung von Schatten in den Augenhöhlen (Aufheller von unten) oder die Herstellung eines diffusen „Beauty-Lights“, das heißt einer gleichmäßigen, schattenfreien Lichtführung von allen Seiten zur Unterdrückung z. B. von Falten.
Zur Aufhellung können u. a. dienen:
1. Reflektoren (Aufhellschirme, englisch: „Bounceboards“, „Bouncer“; siehe auch: Reflex- und Durchlichtschirm) aus speziell gefertigtem reflektierendem Material, unter Umständen faltbar ausgeführt. Diese führen vorhandenes Licht zum aufzuhellenden Objekt. Die Reflektoren können hart oder zerstreuend wirken (z. B. matte oder glänzende Oberfläche) und in getönter Ausführung auch in die Lichtfarbe eingreifen (üblich etwa zur Erzeugung eines warmen Lichttons ist goldfarbene Folie). Auch einfache Polystyrol-Tafeln eignen sich als Reflektoren, bei Aufnahmen kleiner Gegenstände eignet sich auch ein Blatt weißes Papier oder weißer Karton.
2. Künstliche Lichtquellen in Form von Blitzen oder Scheinwerfern.

„Bouncern“ wird gerne der Vorzug gegeben, da sie sehr einfach zu handhaben sind und kein zusätzliches Gerät in Form von Leuchten oder Blitzgeräten notwendig machen.
Aufheller, gleich welcher Art sollen sich stets der Hauptlichtquelle unterordnen.